# 오트마어 히츠펠트
오트마어 히츠펠트(독일어: Ottmar Hitzfeld, 1949년 1월 12일, 바덴뷔르템베르크주 뢰라흐 ~ )는 전 독일의 축구 선수 스트라이커이자 전 감독으로, 장군 (Der General)이라는 별명을 지니고 있다.
그는 18개의 타이틀을 획득하였는데, 이는 주로 그라스호퍼 클럽 취리히, 보루시아 도르트문트, FC 바이에른 뮌헨에서 획득하였고, 수학교사와 체육교사 자격을 지니며, 독일 축구계에서 가장 성공적인 감독들 중 하나이다. 그는 두 차례 세계 올해의 감독으로 선정되기도 하였다. 그는 에른스트 하펠과 조제 모리뉴와 더불에 두개의 다른 클럽에서 UEFA 챔피언스리그 우승을 거둔 네 감독들 중 한명이다. 그는 감독으로서 마지막으로 스위스 축구 국가대표팀의 감독을 맡았다.

## 선수 경력
1949년, 그는 다섯 자녀 중 막내로 출생하였고, 1960년대 독일 하부리그의 TuS 슈테텐과 FV 뢰라흐를 거치며 축구를 시작하였고, 이후 스위스 1부리그의 FC 바젤로부터 주목을 받았다. 그는 이 라인강 상류에 위치한 클럽에 1971년 합류하였다. 히츠펠트는 바젤 소속으로 스위스 1부리그를 1972년과 1973년에 우승하였으며, 후자의 시즌에서는 스위스 리그 득점왕에 오르기도 하였다. 1975년, 그는 바젤 소속으로 컵대회 우승도 거두었다.
1973년, 바젤에서 활약하는 그는 뢰라흐 인근의 대학을 졸업하였고, 수학교사와 체육교사 자격을 얻었다.
그는 아마추어 상태로 남아 뮌헨에서 열린 1972년 하계 올림픽에도 참가하였다. 그는 이 대회기간 동안 FC 바이에른 뮌헨의 울리 회네스와 함께 뛰었는데, 회네스는 나중에 바이에른 회장이 되어 1990년대말 히츠펠트를 사령탑으로 영입하게 되었다. 이 토너먼트에서 가장 중요한 경기는 서독과 동독이 피치에서 만난 경기였다. 서독은 이 경기에서 2-3으로 패하여 준결승 진출에 실패하였다. 같은 경기에서 히츠펠트는 그가 대회기간동안 득점한 5골 중 1골을 이 경기에서 기록하였다.
1975년, 26세가된 오트마어 히츠펠트는 2부리그의 VfB 슈투트가르트로 이적하였다. 슈바벤 소속으로, 그는 1976-77 시즌, 전설적인 100골을 기록한 슈투트가르트의 주역이 되었다. (이 시즌 슈투트가르트의 골득실 기록은 100:36이었다.) 그는 SSV 얀 레겐스부르크와의 경기에서 더블 해트트릭을 달성하였다. 그가 이적한지 2년 후인 1977년, 슈투트가르트는 분데스리가 승격을 달성하였고, 히츠펠트는 55경기 출장에 33골을 기록하였다. 분데스리가에서, 슈투트가르트는 4위라는 놀라운 성과를 보였다. 히츠펠트는 이 시즌에 22경기 출장하여 5골을 득점하였다.
슈투트가르트에서의 3년 후, 오트마어 히츠펠트는 그의 제2 조국인 스위스로 복귀하였다. 그는 1978년에서 1980년까지 FC 루가노에서 활약하다 FC 루체른으로 이적하였다. 그는 34세의 나이로 1983년에 은퇴하였다.

## 감독 경력

### 스위스
오트마어 히츠펠트가 처음으로 감독을 맡은 곳은 추크 94로, 그는 이곳에 1년을 머물렀다. 1984년, 그는 FC 아라우의 감독직 제의를 받아 그곳에서 4년을 지냈다. 그는 아라우의 감독의 맡으며 1988년에 스위스 컵 우승 타이틀을 거미쥐었다. 그때, 그는 취리히를 연고로 하는 스위스 명문 그라스호퍼 클럽 취리히의 관심을 받았다. 1988년에서 1991년까지 그는 그라스호퍼 소속으로 4차례 타이틀을 획득하였다. 이 중 가장 처음으로 얻은 타이틀은 1989년 스위스 컵 우승 타이틀이었다. 이듬해, 그는 그라스호퍼의 국내 더블을 이끌었고, 1991년에는 리그 타이틀을 방어하였다.

### 보루시아 도르트문트
1991년 오트마어 히츠펠트는 1990-91 시즌은 10위로 마감한 분데스리가의 보루시아 도르트문트 제의를 받았다. 그는 첫 시즌에 수석 코치로 미하엘 헹케가 함께하였고, 그는 히츠펠트와 13년동안 같이 일하게 되었다. 1991-92 시즌 종료 후, 도르트문트는 치열한 타이틀 경쟁 끝에 VfB 슈투트가르트에 이어 2위로 시즌을 마감하여 UEFA 컵 진출권을 획득하였다. 그다음 시즌, 도르트문트는 UEFA 컵 결승에 진출하였으나, 1차전과 2차전에서 모두 유벤투스 FC에 패하였다.
1995년, 그는 도르트문트 소속으로 분데스리가 타이틀을 획득하였는데, 이 타이틀은 1989년에 DFB-포칼 우승 이후로는 도르트문트의 첫 타이틀이었다. 또한 이 타이틀은 히츠펠트의 독일 첫 타이틀이다. 1995-96 시즌, 히츠펠트는 도르트문트가 성공적으로 타이틀을 방어하도록 하였다. 그러나, 더 큰 성공을 위해서 보루센들은 1년을 더 기다렸다. 1996-97 시즌, 도르트문트는 리그를 3위로 마감하였으나, UEFA 챔피언스리그의 결승전에 진출하여 유벤투스 FC와 또다시 만났다. 뮌헨 올림픽 스타디움에서 벌어진 이 결승전에서 보루센들은 지네딘 지단, 디디에 데샹, 크리스티안 비에리 등의 호화멤버를 포진한 북이탈리아 클럽을 상대로 3-1 완승을 거두었다.
그는 이 대회에서의 성공으로 "세계 올해의 감독"으로 선정되었으나, 새로 들어온 스포르팅 매니저와의 불화로 인해 해임되었고, 그 결과 그의 후임이었던 네비오 스칼라가 도르트문트를 이끌고 인터콘티넨털컵 우승을 하는 것을 지켜볼 수밖에 없었다.

### FC 바이에른 뮌헨
1998년, 오트마어 히츠펠트는 독일 최고 명문 클럽인 FC 바이에른 뮌헨의 사령탑 자리에 올랐다. 그는 취임 원년, 기록적인 격차로 리그 타이틀을 획득하였다. 바이에른은 SV 베르더 브레멘과의 DFB-포칼 결승전에서 승부차기끝에 안타깝게 패하였다. 가장 중요한 경기는 UEFA 챔피언스리그 결승전이었다. 이 경기는 FC 바이에른 뮌헨에 있어서 가장 안타까운 경기로 기록된다. 바이에른 뮌헨은 전반 6분에 마리오 바슬러의 득점으로 1-0 리드를 잡는 것은 물론, 시종일관 내내 맨체스터 유나이티드 FC를 압도하였다. 그러나 인저리타임에 두골을 실점한 바이에른은 충격적인 1-2 역전패를 당하였다.
그다음 시즌, 국내대회에서 바이에른은 더욱 압도적인 모습을 보이며 더블을 달성하였다. 바로 전 시즌에 기록적인 승점차로 우승한 것과는 달리, 이번 시즌에는 간발의 차이로 리그 타이틀을 가져갔다. 히츠펠트의 팀은 SpVgg 운터하힝이 바이어 04 레버쿠젠을 마지막 라운드에서 꺾음으로써 리그 타이틀을 가져갈 수 있었다. DFB-포칼 결승전은 SV 베르더 브레멘과의 리턴매치였고, 바이에른은 이번에 베르더를 꺾고 우승하였다. UEFA 챔피언스리그에서 바이에른은 레알 마드리드 CF와의 준결승에서 전진을 멈추었다.
2000-01 시즌, 오트마어 히츠펠트는, 리그 3연패 뿐만 아니라, 팀을 UEFA 챔피언스리그 결승에 올려놓았다. 그 과정에서 바이에른은 맨체스터 유나이티드 FC와 레알 마드리드 CF를 모두 홈과 원정에서 승리하였다. 이번 바이에른 뮌헨의 결승전 상대는 전 시즌 준우승팀인 발렌시아 CF였다. 바이에른은 발렌시아를 승부차기 끝에 꺾었고, 오트마어 히츠펠트는 에른스트 하펠에 이어 UEFA 챔피언스리그를 두개의 다른 클럽에서 우승한 두 번째 감독이 되었다. 그는 또다시 "세계 올해의 감독"으로 선정되었다. 그러나 도르트문트의 경우와는 달리 감독직을 연임하였고, 이어지는 인터콘티넨털컵에서 부에노스아이레스에서 건너온 보카 주니어스를 꺾고 우승하였다. 가나의 수비수 새뮤얼 쿠포르는 연장전에 이 경기의 유일한 득점을 올려, 바이에른에게 또다른 우승 트로피를 선사하였다. 그러나 2001-02 시즌에는 리그 타이틀 방어에 실패하였고, 결국 3위로 시즌을 마감하였다.
2002-03 시즌, 바이에른은 또다시 국내 축구계를 다시 평정하였다. 히츠펠트의 바이에른은 30라운드만에 리그 우승 타이틀을 거미쥐었다. 1. FC 카이저슬라우테른전 3-1 완승으로 오트마어 히츠펠트의 팀은 3년 만에 국내 더블을 기록하였다. 그러나 그다음 시즌인 2003-04 시즌은 실망스럽게도 한개의 타이틀도 획득하지 못하였고, 그에 따라 클럽은 55세 감독의 잔여 계약기간을 취소하였다.
오트마어 히츠펠트는 독일 축구 국가대표팀의 차기 감독 후보로 급부상하였으나, 본인은 휴식을 결정하였다. 2007년 2월 1일, 펠릭스 마가트를 경질한 뮌헨은 히츠펠트를 바이에른에 복귀시켰다. 바이에른은 15번의 리그 경기를 남겨놓은 상황에서 1위와 8점차로 또다른 리그 타이틀에 대한 실날같은 희망을 가졌으나, 그 희망을 이어나가지 못하였다. 결국 바이에른은 리그를 4위로 마감하였고, 10년이 넘는 세월만에 UEFA 챔피언스리그 진출에 실패하였다.
영입에 거액을 투자한 바이에른은 히츠펠트가 다시 국내를 평정하는데 도움을 주었고, 그에 따라 바이에른은 독일 역사상 마지막 DFB-리가포칼 우승을 거두었고, 2007-08 시즌의 DFB-포칼과 분데스리가도 우승하였다. 몇차례의 대승과 무승부 끝에 바이에른은 UEFA 컵을 준결승까지 올라갔으나, 이 시즌의 우승팀인 FC 제니트 상트페테르부르크에 4-0이라는 치욕적인 패배를 당하였다. 시즌 도중 히츠펠트는 재계약을 하지 않을것이라고 못박았다. 결국, 히츠펠트의 후임은 위르겐 클린스만이 되었다.

### 스위스 축구 국가대표팀
오트마어 히츠펠트는 2008년 여름에 스위스 축구 국가대표팀의 지휘봉을 잡았다. 스위스는 남아프리카 공화국에서 열리는 2010년 FIFA 월드컵 본선에 진출하였고, 1차전에서 UEFA 유로 2008의 우승팀인 스페인을 상대로 충격적인 1-0 승리를 신고하였다. 그러나 스위스는 이어지는 칠레와의 2차전에서 0-1로 패하였고, 온두라스와의 조별리그 최종전 경기는 득점없이 무승부로 끝냈다. 그에 따라 스위스는 16강 진출에 실패하였다. 스위스는 2010년 FIFA 월드컵에서 유일하게 스페인을 꺾은 팀이었다.
일부 FC 루체른 서포터들은 히츠펠트가 다비트 치붕을 국가대표팀에 차출하지 않고 서포터와 더불어 경기를 관전하게 한 것에 대해 분노하였다.

### 통계
| 팀                     | 국적   | 취임   | 해임   | 대회            | 기록 | 기록 | 기록 | 기록 | 기록  |
| 전                     | 승     | 무     | 패     | 승률 (%)        |      |      |      |      |       |
| ---------------------- | ------ | ------ | ------ | --------------- | ---- | ---- | ---- | ---- | ----- |
| 추크 94                | 스위스 | 1983년 | 1984년 |                 |      |      |      |      |       |
| 추크 94                | 스위스 | 1983년 | 1984년 | 스위스 슈퍼리그 |      |      |      |      |       |
| 추크 94                | 스위스 | 1983년 | 1984년 | 스위스 컵       |      |      |      |      |       |
| 추크 94                | 스위스 | 1983년 | 1984년 | 합계            |      |      |      |      |       |
| FC 아라우              | 스위스 | 1984년 | 1988년 |                 |      |      |      |      |       |
| FC 아라우              | 스위스 | 1984년 | 1988년 | 스위스 슈퍼리그 | 126  | 54   | 36   | 36   | 42.9% |
| FC 아라우              | 스위스 | 1984년 | 1988년 | 스위스 컵       |      |      |      |      |       |
| FC 아라우              | 스위스 | 1984년 | 1988년 | 유럽대항전      |      |      |      |      |       |
| FC 아라우              | 스위스 | 1984년 | 1988년 | 합계            |      |      |      |      |       |
| 그라스호퍼 클럽 취리히 | 스위스 | 1988년 | 1991년 |                 |      |      |      |      |       |
| 그라스호퍼 클럽 취리히 | 스위스 | 1988년 | 1991년 | 스위스 슈퍼리그 |      |      |      |      |       |
| 그라스호퍼 클럽 취리히 | 스위스 | 1988년 | 1991년 | 스위스 컵       |      |      |      |      |       |
| 그라스호퍼 클럽 취리히 | 스위스 | 1988년 | 1991년 | 유럽대항전      |      |      |      |      |       |
| 그라스호퍼 클럽 취리히 | 스위스 | 1988년 | 1991년 | 합계            |      |      |      |      |       |
| 보루시아 도르트문트    | 독일   | 1991년 | 1997년 |                 |      |      |      |      |       |
| 보루시아 도르트문트    | 독일   | 1991년 | 1997년 | 분데스리가      | 208  | 111  | 52   | 45   | 53.4% |
| 보루시아 도르트문트    | 독일   | 1991년 | 1997년 | DFB-포칼        | 15   | 7    | 2    | 6    | 46.7% |
| 보루시아 도르트문트    | 독일   | 1991년 | 1997년 | 유럽대항전      | 19   | 11   | 4    | 4    | 57.9% |
| 보루시아 도르트문트    | 독일   | 1991년 | 1997년 | 합계            | 242  | 129  | 58   | 55   | 53.3% |
| FC 바이에른 뮌헨       | 독일   | 1998년 | 2004년 |                 |      |      |      |      |       |
| FC 바이에른 뮌헨       | 독일   | 1998년 | 2004년 | 분데스리가      | 204  | 128  | 41   | 35   | 62.7% |
| FC 바이에른 뮌헨       | 독일   | 1998년 | 2004년 | DFB-포칼        | 29   | 25   | 2    | 2    | 86.2% |
| FC 바이에른 뮌헨       | 독일   | 1998년 | 2004년 | 유럽대항전      | 76   | 38   | 24   | 14   | 50.0% |
| FC 바이에른 뮌헨       | 독일   | 1998년 | 2004년 | 합계            | 309  | 191  | 67   | 51   | 61.8% |
| FC 바이에른 뮌헨       | 독일   | 2007년 | 2008년 |                 |      |      |      |      |       |
| FC 바이에른 뮌헨       | 독일   | 2007년 | 2008년 | 분데스리가      | 49   | 30   | 12   | 7    | 61.2% |
| FC 바이에른 뮌헨       | 독일   | 2007년 | 2008년 | DFB-포칼        | 7    | 6    | 1    | 0    | 85.7% |
| FC 바이에른 뮌헨       | 독일   | 2007년 | 2008년 | 유럽대항전      | 18   | 7    | 7    | 4    | 38.8% |
| FC 바이에른 뮌헨       | 독일   | 2007년 | 2008년 | 합계            | 74   | 43   | 20   | 11   | 58.1% |
| 스위스                 | 스위스 | 2008년 | 2014년 |                 |      |      |      |      |       |
| 스위스                 | 스위스 | 2008년 | 2014년 | 친선경기        | 13   | 4    | 6    | 3    | 30.8% |
| 스위스                 | 스위스 | 2008년 | 2014년 | 국가대항전      | 21   | 10   | 6    | 5    | 47.6% |
| 스위스                 | 스위스 | 2008년 | 2014년 | 합계            | 34   | 14   | 12   | 8    | 41.1% |
| 합산                   | 합산   | 합산   | 합산   | 합계            |      |      |      |      |       |

## 수상

### 선수

#### FC 바젤
- 스위스 슈퍼리그: 1971-72, 1972-73
- 스위스 컵: 1975

### 감독

#### SC 추크
- 내셔널리가 B : 1983-84

#### 아라우
- 스위스 컵 : 1985

#### 그라스호퍼 취리히
- 스위스 슈퍼리그 : 1989-90, 1990-91
- 스위스 컵 : 1989, 1990
- 스위스 슈퍼컵 : 1989

#### 보루시아 도르트문트
- 분데스리가 : 1994–95, 1995–96
- DFL-슈퍼컵 : 1995, 1996
- UEFA 챔피언스리그 : 1996-97
- UEFA컵 : 준우승 (1992-93)

#### FC 바이에른 뮌헨
- 분데스리가 : 1998-99, 1999-00, 2000-01, 2002-03, 2007-08
- DFB-포칼 : 1999–00, 2002-03, 2007-08
- DFB-리가포칼 : 1998, 1999, 2000, 2007
- UEFA 챔피언스리그 : 2000-01, 준우승 (1998-99)
- 인터콘티넨털컵 : 2001

### 개인
- 스위스 슈퍼리그 득점왕: 1972-73
- 유럽 올해의 감독 : 1997
- 월드사커 올해의 감독 : 1997
- UEPS 올해의 감독 : 1997
- UEFA 최우수 감독상: 2001
- 독일 올해의 축구 감독: 2008
- ESPN 역대 최고의 감독 13위 : 2013
- 월드사커 역대 최고의 감독 17위 : 2013
- 프랑스풋볼 역대 최고의 감독 19위 : 2019
- 바이에른 뮌헨의 역대 최고 감독[11]
- 분데스리가 역대 최고의 감독[12]